# Bosnië en Herzegovina op de Olympische Zomerspelen 1992
Bosnië en Herzegovina nam deel aan de Olympische Zomerspelen 1992 in Barcelona, Spanje. De voormalige Joegoslavische deelrepubliek won geen medailles bij het olympisch debuut. Voorheen deden de Bosniërs mee onder de vlag van Joegoslavië.

## Deelnemers en resultaten

### Atletiek
| Olympiër         | Discipline            | Resultaat | Prestatie                            |
| ---------------- | --------------------- | --------- | ------------------------------------ |
| Zlatan Saračević | kogelstoten (m)       | 24e       | kwalificatie groep A: 12e met 16,38m |
| Dragan Mustapić  | discuswerpen (m)      | 29e       | kwalificatie groep A: 15e met 48,80m |
|                  |                       |           |                                      |
| Mirsada Burić    | 3000m (v)             | 33e       | serie 3: 12e in 10.03,34             |
| Kada Delić       | 10km snelwandelen (v) | 38e       | 55.24                                |

### Gewichtheffen
| Olympiër       | Discipline | Resultaat | Prestatie                                                  |
| -------------- | ---------- | --------- | ---------------------------------------------------------- |
| Mehmed Skender | -110kg (m) | 20e       | trekken: 23e met 140kg stoten: 20e met 180kg totaal: 320kg |

### Judo
| Olympiër       | Discipline | Resultaat | Prestatie |
| -------------- | ---------- | --------- | --------- |
| Vlado Paradžik | -60kg (m)  | 23e       |           |

### Kanovaren
| Olympiër         | Discipline   | Resultaat | Prestatie                                          |
| ---------------- | ------------ | --------- | -------------------------------------------------- |
| Aleksandar Đurić | C-1 500m (m) | 19e       | serie 1: 7e in 2.07,12 herkansingen: 5e in 2.04,68 |

### Schietsport
| Olympiër               | Discipline                 | Resultaat | Prestatie                                                                 |
| ---------------------- | -------------------------- | --------- | ------------------------------------------------------------------------- |
| Mirjana Jovović-Horvat | 10m luchtgeweer (v)        | 8e        | kwalificatie: 6e met 393 punten (97-98-100-98) finale: 8e met 98,6 punten |
| Mirjana Jovović-Horvat | 50m geweer 3 houdingen (v) | 17e       | kwalificatie: 17e met 576 punten (194-186-196)                            |

### Zwemmen
| Olympiër       | Discipline           | Resultaat | Prestatie              |
| -------------- | -------------------- | --------- | ---------------------- |
| Janko Gojković | 100m vlinderslag (m) | 44e       | serie 1: 2e in 56,81   |
| Janko Gojković | 200m vlinderslag (m) | 27e       | serie 1: 2e in 2.09,08 |
|                |                      |           |                        |
| Anja Margetić  | 100m vlinderslag (v) | 44e       | serie 1: 1e in 1.06,26 |
| Anja Margetić  | 200m vlinderslag (v) | 27e       | serie 1: 3e in 2.21,56 |

Albanië · Algerije · Amerikaanse Maagdeneilanden · Amerikaans-Samoa · Andorra · Angola · Antigua en Barbuda · Argentinië · Aruba · Australië · Bahama's · Bahrein · Bangladesh · Barbados · België · Belize · Benin · Bermuda · Bhutan · Bolivia · Bosnië en Herzegovina · Botswana · Brazilië · Britse Maagdeneilanden · Bulgarije · Burkina Faso · Canada · Centraal-Afrikaanse Republiek · Chili · China · Chinees Taipei · Colombia · Congo-Brazzaville · Cookeilanden · Costa Rica · Cuba · Cyprus · Denemarken · Djibouti · Dominicaanse Republiek · Duitsland · Ecuador · Egypte · El Salvador · Equatoriaal-Guinea · Estland · Ethiopië · Fiji · Filipijnen · Finland · Frankrijk · Gabon · Gambia · Gezamenlijk team · Ghana · Grenada · Griekenland · Groot-Brittannië · Guam · Guatemala · Guinee · Guyana · Haïti · Honduras · Hongarije · Hongkong · Ierland · IJsland · India · Indonesië · Irak · Iran · Israël · Italië · Ivoorkust · Jamaica · Japan · Jemen · Jordanië · Kaaimaneilanden · Kameroen · Kenia · Koeweit · Kroatië · Laos · Lesotho · Letland · Libanon · Libië · Liechtenstein · Litouwen · Luxemburg · Madagaskar · Malawi · Malediven · Maleisië · Mali · Malta · Marokko · Mauritanië · Mauritius · Mexico · Monaco · Mongolië · Mozambique · Myanmar · Namibië · Nederland · Nederlandse Antillen · Nepal · Nicaragua · Nieuw-Zeeland · Niger · Nigeria · Noord-Korea · Noorwegen · Oeganda · Oman · Oostenrijk · Pakistan · Panama · Papoea-Nieuw-Guinea · Paraguay · Peru · Polen · Portugal · Puerto Rico · Qatar · Roemenië · Rwanda · Saint Vincent‑Grenadines · Salomonseilanden · Samoa · San Marino · Saoedi-Arabië · Senegal · Seychellen · Sierra Leone · Singapore · Slovenië · Soedan · Spanje · Sri Lanka · Suriname · Swaziland · Syrië · Tanzania · Thailand · Togo · Tonga · Trinidad en Tobago · Tsjaad · Tsjecho-Slowakije · Tunesië · Turkije · Uruguay · Vanuatu · Venezuela · Verenigde Arabische Emiraten · Verenigde Staten · Vietnam · Zaïre · Zambia · Zimbabwe · Zuid-Afrika · Zuid-Korea · Zweden · Zwitserland · Onafhankelijke olympische deelnemers